# Brindisi Football Club
Brindisi Football Club é um clube italiano de futebol sediado na cidade de Brindisi, na região da Apúlia.

## História
Fundado em 1912, inicialmente se chamava Foot Ball Brindisi 1912, mantendo o nome original até a temporada 2003-04 da Série C2 (atual Lega Pro Seconda Divisione), quando entrou em bancarrota. Por conta disso, foi relegado ao Campeonato Eccelenza da Apúlia. Refundado em 2011, passou a se chamar SSD Città di Brindisi.

## Estádio
Seu estádio é o Franco Fanuzzi, com capacidade de 7.600 lugares.

## Uniforme
- Uniforme titular: Camisa azul com um V branco, calção azul e meias azuis.
- Uniforme reserva: Camisa branca com um V azul, calção azul e meias brancas.

## Títulos
O Brindisi não possui nenhum título de relevância em sua história.